# Gradsko, Nordmakedonien
Gradsko (makedonska: Градско) är en ort i Nordmakedonien. Den är huvudort i kommunen med samma namn, i den centrala delen av landet, 60 kilometer sydost om huvudstaden Skopje. Gradsko ligger 159 meter över havet och antalet invånare är 3 737.